# Strangelove
«Strangelove» és el divuitè senzill de Depeche Mode i el primer de l'àlbum Music for the Masses. Fou publicat el 13 d'abril de 1987 amb la producció de David Bascombe.

## Informació
La versió original de la cançó tenia un ritme força accelerat, i malgrat tenir èxit, no s'adequava a l'estil fosc de l'àlbum, unit al fet que el productor Daniel Miller considerava que la cançó era massa complicada per interpretar-la en directe. Finalment, el mateix Miller va refer la mescla presentant una versió més lenta per ser inclosa en l'àlbum. El tema està conduït per la sempre particular notació greu d'Alan Wilder en una autèntica mostra de destresa.
El senzill va tenir dues cançons cara-B, ambdues instrumentals: "Pimpf" i "Agent Orange". Aquest darrer s'anomena així en referència a un herbicida utilitzat per l'exèrcit estatunidenc en la Guerra de Vietnam.
Tot just l'any següent del seu llançament Sire Records va decidir rellançar el senzill als Estats Units perquè considerava que la rebuda que va tenir el senzill original no era l'esperada. Aquest rellançament introduïa noves remescles, la cançó "Nothing" com a cara-B i un nou videoclip promocional. Curiosament, aquesta edició contenia les mescles que apareixen de "Strangelove" a l'àlbum Music for the Masses, la versió que sempre interpretaven en els concerts. El títol del nou senzill era el mateix però se'l coneix com a "Strangelove '88".
El videoclip de "Strangelove" fou dirigit per Anton Corbijn i filmat en Súper 8 i monocrom. Posteriorment fou inclòs en les compilacions de vídeos Strange i The Videos 86>98. Corbijn també va dirigir un videoclip per "Pimpf" i fou inclòs també en Strange. La versió de "Strangelove '88" fou dirigida per Martyn Atkins, que fou inclosa en la reedició The Videos 86>98 +.

## Llista de cançons

### Llançament 1987
7": Mute/Bong13 (Regne Unit)
1. "Strangelove" – 3:45
2. "Pimpf" – 4:33

7": Sire 28366-7 (Estats Units)
1. "Strangelove" – 3:44
2. "Fpmip" – 5:19

12": Mute/12Bong13 (Regne Unit)
1. "Strangelove" (Maxi Mix) – 6:32
2. "Strangelove" (Midi Mix) – 1:38
3. "Fpmip" – 5:21

12": Mute/L12Bong13 (Regne Unit)
1. "Strangelove" (Blind Mix) – 6:31
2. "Pimpf" – 4:33
3. "Strangelove" (Pain Mix) – 7:19
4. "Agent Orange" – 5:05

12": Sire 20696-0 (Estats Units)
1. "Strangelove" (Maxi Mix) – 6:32
2. "Strangelove" (Midi Mix) – 1:38
3. "Strangelove" (Blind Mix Edit) – 6:10
4. "Fpmip" – 5:21

12": Sire 20796-0 (Estats Units)
1. "Strangelove" (Pain Mix) – 7:19
2. "Strangelove" – 3:44
3. "Agent Orange" – 5:05

Casset: Sire 20741-4 (Estats Units)
1. "Strangelove" (Maxi Mix) – 6:32
2. "Strangelove" (Midi Mix) – 1:38
3. "Strangelove" (Blind Mix) – 6:31
4. "Strangelove" (Pain Mix) – 7:19
5. "Agent Orange" – 5:05

CD: Mute/CDBong13 (Regne Unit)
1. "Strangelove" (Maxi Mix) – 6:32
2. "Pimpf" – 4:33
3. "Strangelove" (Midi Mix) – 1:38
4. "Agent Orange" – 5:05
5. "Strangelove" – 3:45

CD: Mute/CDBong13 (Regne Unit, 1991), Mute/CDBong13X (Regne Unit, 2004), Sire/Reprise 40328-2 (Estats Units, 1991) i Reprise CDBong13/R2 78892A (Estats Units, 2004)
1. "Strangelove" – 3:45
2. "Pimpf" – 4:33
3. "Strangelove" (Maxi Mix) – 6:32
4. "Agent Orange" – 5:05
5. "Strangelove" (Blind Mix) – 6:31
6. "Fpmip" – 5:21
7. "Strangelove" (Pain Mix) – 7:19
8. "Strangelove" (Midi Mix) – 1:38

### Llançament 1988
7": Sire 27777-7 (Estats Units, 1988)
1. "Strangelove" (versió 7") – 3:46
2. "Nothing" (Remix Edit) – 3:57

12": Sire 21022-0 (Estats Units, 1988)
1. "Strangelove" (Highjack Remix) – 6:30
2. "Strangelove" (Remix Edit) – 3:46
3. "Nothing" (Zip-Hop Mix) – 7:06
4. "Nothing" (Dub) – 6:40

Casset: Sire 27777-4 (Estats Units, 1988)
1. "Strangelove" (versió 7") – 3:46
2. "Nothing" (Remix Edit) – 3:57

CD: Sire 27777-2 (Estats Units, 1988)
1. "Strangelove" (versió 7") – 3:46
2. "Nothing" (Remix Edit) – 3:57

- Totes les cançons foren compostes per Martin Gore.
- La versió Pain Mix de "Strangelove" fou realitzada per Phil Harding.